# Elisa Garrido
Elisa Garrido García, conocida como La mañica y Françoise, (1909–1990) fue una militante antifascista libertaria española, que pertenecía a la Confederación Nacional de Trabajadores (CNT) y que luchó contra el bando sublevado en la guerra civil española y contra las tropas nazis en Francia durante la Segunda Guerra Mundial. Pasó por varias cárceles y por tres campos de concentración sufriendo toda tipo de maltratos y torturas. Por su intervención en este segundo conflicto, provocando la explosión de una fábrica de obuses alemana donde había sido destinada como prisionera de guerra por los alemanes, el Estado Francés la galardonó con la Legión de Honor y le reconoció el grado de teniente de la Resistencia francesa.

## Biografía
Garrido nació en la localidad zaragozana de Magallón en Aragón. Sus padres eran militantes anarquistas miembros de la CNT. Emigró a Barcelona donde conoció a Marino Ruiz de Angulo con quien formó pareja. Tras el Golpe de Estado contra la Segunda República del 18 de julio de 1936 y el inicio de la guerra civil española, Garrido se movilizó como miliciana ingresando en el cuartel barcelonés de Ausias March desde donde partió hacia el frente de Aragón.
Tras la caída de la república, Garrido huyó a Francia estableciéndose junto con su pareja en la ciudad de Toulouse e integrándose en los grupos clandestinos de la CNT de ayuda a los exiliados. Después de la invasión alemana de Francia, ambos colaboraron con la Resistencia francesa, dentro del grupo de evasión organizado por Francisco Ponzán, haciendo labores de correo de guerra y enlace en el departamento de los Altos Alpes. Allí fue donde comenzó a ser conocida por sus dos apelativos de La mañica y Françoise.
En octubre de 1943, fue detenida en Toulouse por la Gestapo, que la vigilaba tras ser ella quien llevaba la comida a la cárcel a diario a Francisco Ponzán y presumiblemente era su correo principal. La Gestapo la interrogó aplicando diferentes métodos de tortura con el fin de obtener información sobre la organización de la resistencia. Garrido guardó silencio y fue mantenida en una celda incomunicada durante tres semanas. La trasladaron a la prisión de Saint Michel y de allí a la de París y luego a la de Compiègne, de donde la llevaron el 30 de enero de 1944 al campo de concentración de Ravensbrück, al que llegó el 3 de febrero de ese año y donde fue registrada con el número 27219. En septiembre de ese mismo año, la trasladaron al kommando Hasag, dependiente del campo de Buchenwald en Leipzig donde, como esclava de guerra, entró en la fábrica de obuses en la que tenía que hacer 7000 diarios en condiciones infrahumanas. Garrido realizó diversas operaciones de sabotaje que llegaron a paralizar la planta y volarla en parte.
Volvió a Ravensbrück donde fue ingresada en el pabellón 28 en el que solían meter a los que iban a matar. Realizó labores de descargar vagones de carbón y patatas hasta que, tras una paliza por unos vigilantes, fue ingresada con un brazo roto. Entró en un intercambio de prisioneros que organizó la Cruz Roja: fue traslada a Fráncfort y, desde allí, a Dinamarca para pasar a Suecia y ser liberada en Estocolmo. Finalmente, la trasladaron a París en donde permaneció hasta la década de los años 50. Regresó a España junto a su pareja, Marino, y se establecieron durante un tiempo en la población de Cortes de Navarra, en la que ella regentó una pescadería y su pareja ejerció de taxista. Tras unos años, la pareja decidió regresar a Francia. 
Elisa Garrido murió en Toulouse el 19 de marzo de 1990. El gobierno francés le concedió el grado de teniente honorífico de la Resistencia y la condecoración de Legión de Honor.

## Reconocimientos
El Estado francés reconoció su labor durante la Segunda Guerra Mundial, por haber provocando la explosión de una fábrica de obuses alemana, y le concedió la Legión de Honor y el grado honorífico de teniente de la Resistencia francesa.
Durante la organización de las Jornadas de Memoria Histórica de Magallón "Desenterrando el silencio", que se celebraron en 2018, el investigador Juan Manuel Calvo Gascón, miembro de Amical de Mauthausen, hizo el primer reconocimiento hacia Garrido. Comunicó la identidad de "la Mañica" o "Francoise" en el transcurso de una mesa redonda en la que participó junto a los periodistas Ramón Lobo, Conchi Cejudo y Pilar Barranco, y el magistrado valenciano Joaquim Bosch.
El 29 de junio de 2019, el Ayuntamiento de Magallón puso una calle con su nombre a las afueras del pueblo. Unos meses más tarde, en noviembre del mismo año, la Asociación de Familiares y Amigos de los Asesinados y Enterrados en Magallón (AFAAEM) y el Ayuntamiento de Magallón, con la colaboración de la Diputación Provincial de Zaragoza y las Cortes de Aragón, rindió un homenaje a Garrido y se llevó a cabo un coloquio con periodistas como Javier del Pino, Gervasio Sánchez, Ramón Lobo, Conchi Cejudo y Gonzalo Barros. Posteriormente, se le rindió un nuevo homenaje en la Fosa de Magallón, durante una jornada de memoria democrática en la que participó la cantautora manchega Rozalén.